# Paraguanajuatite
La paraguanajuatite est une espèce minérale du groupe des sulfures, de formule Bi2(Se,S)3.

## Historique de la description et appellations

### Inventeur et étymologie
La paraguanajuatite a été décrite par Paul Ramdohr (1890-1985), minéralogiste allemand, en 1948; son nom lui vient de sa relation alors supposée avec la guanajuatite.

### Topotype
- Santa Catarina Mine, Rancho Calvillo, Santa Rosa, Sierra de Santa Rosa, Mun. de Guanajuato, Guanajuato, Mexique[3]

## Caractéristiques physico-chimiques

### Cristallochimie
- La Paraguanajuatite est un polymorphe de la guanajuatite.
- Elle appartient au groupe de la tétradymite.

Groupe de la tétradymite
- Kawazulite Bi2(Te,Se,S)3
- Paraguanajuatite Bi2(Se,S)3, R 3m; 3 2/m
- Skippenite Bi2Se2(Te,S), R 3m; 3 2/m
- Tellurantimoine Sb2Te3, R 3m; 3 2/m
- Tellurobismuthite Bi2Te3, R 3m; 3 2/m
- Tétradymite Bi2Te2S, R3m; 3 2/m
- Vihorlatite Bi24Se17Te4, P 3m1; 3 2/m

### Cristallographie
- Paramètres de la maille conventionnelle : a=4,133 Å, c=28,56 Å, Z=3, V=420,86 Å3
- Densité calculée = 8,19

### Propriétés physiques
HabitusLa paraguanajuatite se trouve souvent en inclusion dans d'autres minéraux. Les cristaux ne dépassent guère quelques millimètres et sont flexibles.

## Gîtologie
La paraguanajuatite se trouve dans les intercroissances avec la guanajuatite de métamorphisme de contact ainsi que dans les veines hydrothermales.

### Minéraux associés
- Guanajuatite, bismuthinite, ferrosélite.

## Gisements remarquables
- Allemagne

Wölsendorf East District (Wölsendorf - Nabburg District), Wölsendorf Fluorite mining District, Schwandorf, Upper Palatinate, Bavière
- Japon

Kawazu mine (Rendaiji mine; Rendaizi mine), Rendaiji, Shimoda City, Shizuoka Prefecture, Chubu Region, Honshu Island
- Mexique

Santa Catarina Mine, Rancho Calvillo, Santa Rosa, Sierra de Santa Rosa, Mun. de Guanajuato, Guanajuato
Industria Mine, Rancho Calvillo, Sierra de Santa Rosa, Mun. de Guanajuato, Guanajuato
- Suède

Falun, Kopparberg